# Alexander Walerjewitsch Chalifman
Alexander Walerjewitsch Chalifman (russisch Александр Валерьевич Халифман, oft auch in der englischen Transkription Alexander Khalifman; * 18. Januar 1966 in Leningrad) ist ein russischer Schach-Großmeister und ehemaliger FIDE-Weltmeister. Seit September 2023 tritt er unter der Flagge der FIDE an.

## Leben
Alexander Chalifman besuchte das naturwissenschaftliche Lyzeum Nummer 239 (ehemals Annenschule).
In den Jahren 1982 und 1984 war er Juniorenmeister der Sowjetunion. Den Titel eines Großmeisters errang er 1990. Früher für den Sowjetischen Schachverband spielend, wechselte er für die Jahre 1991 und 1992 zum Deutschen Schachbund, bevor er sich dem Russischen Schachverband anschloss. 1996 war er russischer Landesmeister.
Von 1999 bis 2000 war er FIDE-Weltmeister. Heute leitet er eine Schachakademie in Sankt Petersburg und ist als Autor von Schachbüchern hervorgetreten. In den mehrbändigen Werken Opening for White according to Anand und Opening for White according to Kramnik stellt er ein auf 1. e4 bzw. 1. Sf3 basierendes Eröffnungsrepertoire dar.

## Mannschaftsschach

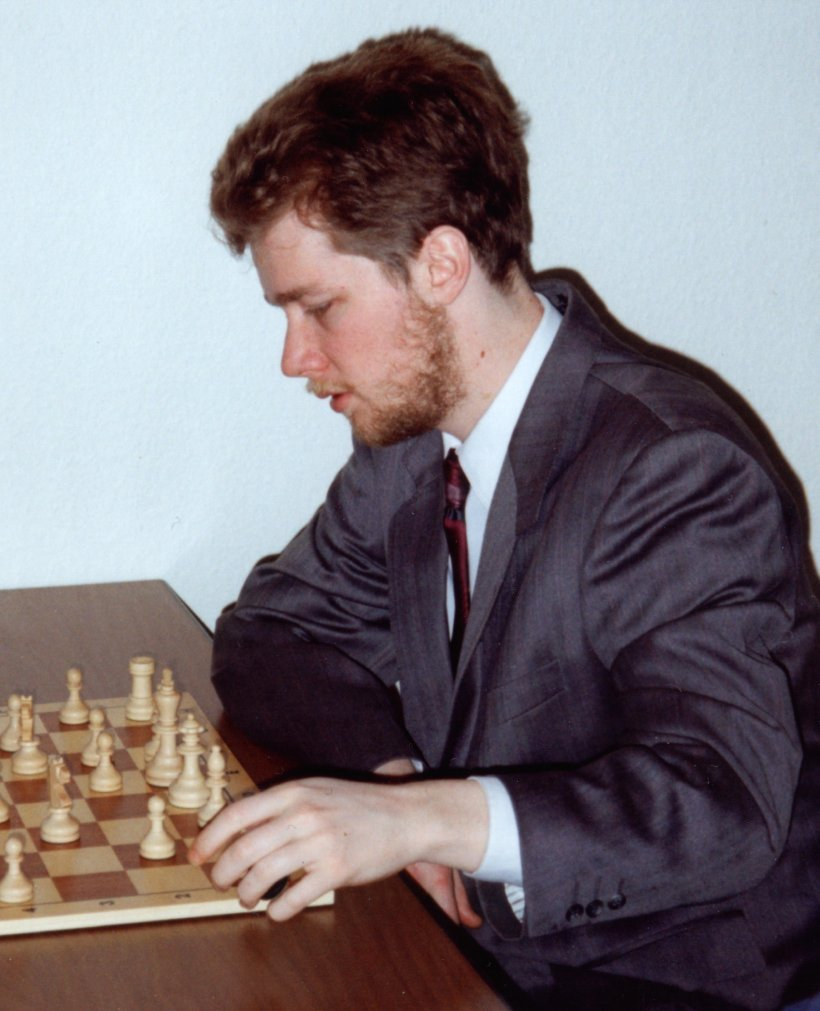
Alexander Chalifman, 1994

Chalifman nahm mit der russischen Nationalmannschaft an vier Schacholympiaden zwischen 1992 und 2004 teil und gewann diese 1992, 2000 und 2002. Außerdem nahm er an den Mannschaftsweltmeisterschaften 1993 und 1997 teil und gewann den Wettbewerb 1997, ferner gewann er die Mannschaftseuropameisterschaft bei seiner einzigen Teilnahme 2003. Im Jahr 2017 wurde er Erster mit Sankt Petersburg bei der Mannschaftsweltmeisterschaft der Senioren (über 50 Jahre) in Limenas Chersonisou.
Chalifman gewann die russische Mannschaftsmeisterschaft 1992 mit St. Petersburg, 1995 mit Nowaja Sibir Nowosibirsk und 2004 mit Tomsk-400. Insgesamt nahm er zwischen 1992 und 2008 zehnmal an der russischen Mannschaftsmeisterschaft teil, außer für die genannten Vereine spielte er auch für Termosteps Samara, Elara Tscheboksary und 64 Moskau.

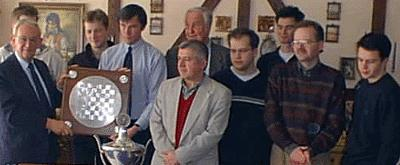
Siegerehrung, April 2000 in Porz

In der Schachbundesliga spielte er von 1990 bis 1992 für die FTG Frankfurt, von 1992 bis 1994 für den SC Stadthagen, von 1994 bis 1997 für den PSV Duisburg und von 1997 bis 2003 für die SG Porz, mit der er 1998, 1999 und 2000 deutscher Mannschaftsmeister wurde.
In der spanischen Mannschaftsmeisterschaft spielte Chalifman 2003 für CA Tiendas UPI Mancha Real.
Am European Club Cup nahm Chalifman zwischen 1988 und 2006 dreizehnmal teil, er gewann den Wettbewerb 1988 mit ZSKA Moskau, erreichte 2000 mit Michail Tschigorin Sankt Petersburg den zweiten sowie 1996 mit Vektor Nowosibirsk den dritten Platz.